# Poliotrella greeni
Poliotrella greeni är en insektsart som först beskrevs av Lucien Chopard 1925.  Poliotrella greeni ingår i släktet Poliotrella och familjen syrsor. Inga underarter finns listade i Catalogue of Life.